# Formule 1 in 1983
Het Formule 1-seizoen 1983 was het 34ste FIA Formula One World Championship seizoen. Het begon op 13 maart en eindigde op 15 oktober na vijftien races.
Voor het seizoen 1983 werden vlakke bodemplaten tussen de voor- en achterwielen verplicht, waardoor het gebruik van volledige grondeffect bodemplaten voor betere aerodynamica onmogelijk werd. Het invoeren van de vlakke bodem was een reactie op het verongelukken van Gilles Villeneuve in 1982 en betekende het einde van de oorlog tussen de FIA en de FOCA.
In 1983 werd zowel het rijderskampioenschap als het constructeurskampioenschap gewonnen met gebruik van een turbomotor. Het tijdperk van de Cosworth DFV kwam hiermee ten einde.
Er werd voor het laatst een race gereden die niet meetelde voor het wereldkampioenschap: de Race of Champions op Brands Hatch.

## Kalender
| GP nr. | Ronde | Grand Prix                      | Circuit                      | Plaats                  | Datum        |
| ------ | ----- | ------------------------------- | ---------------------------- | ----------------------- | ------------ |
| 374    | 1     | GP van Brazilië                 | Circuit van Jacarepagua      | Rio de Janeiro          | 13 maart     |
| 375    | 2     | GP van de Verenigde Staten West | Long Beach GP Circuit        | Long Beach (Californië) | 27 maart     |
| 376    | 3     | GP van Frankrijk                | Circuit Paul Ricard          | Le Castellet            | 17 april     |
| 377    | 4     | GP van San Marino               | Autodromo Dino Ferrari       | Imola                   | 1 mei        |
| 378    | 5     | GP van Monaco                   | Circuit de Monaco            | Monte Carlo             | 15 mei       |
| 379    | 6     | GP van België                   | Circuit de Spa-Francorchamps | Stavelot                | 22 mei       |
| 380    | 7     | GP van de Verenigde Staten Oost | Stratencircuit Detroit       | Detroit (Michigan)      | 5 juni       |
| 381    | 8     | GP van Canada                   | Circuit Gilles Villeneuve    | Montreal (Quebec)       | 12 juni      |
| 382    | 9     | GP van Groot-Brittannië         | Silverstone Circuit          | Silverstone             | 16 juli      |
| 383    | 10    | GP van Duitsland                | Hockenheimring               | Hockenheim              | 7 augustus   |
| 384    | 11    | GP van Oostenrijk               | Österreichring               | Spielberg               | 14 augustus  |
| 385    | 12    | GP van Nederland                | Circuit Park Zandvoort       | Zandvoort               | 28 augustus  |
| 386    | 13    | GP van Italië                   | Autodromo Nazionale Monza    | Monza                   | 11 september |
| 387    | 14    | GP van Europa                   | Brands Hatch                 | West Kingsdown          | 25 september |
| 388    | 15    | GP van Zuid-Afrika              | Kyalami Grand Prix Circuit   | Midrand                 | 15 oktober   |

### Afgelast
- De Grand Prix van Argentinië werd afgelast om onduidelijke redenen[1]
- De Grand Prix van Zwitserland werd afgelast omdat de Zwitserse tv niet buiten eigen land wilde uitzenden. De Grand Prix op Frans grondgebied zou ook niet door de Franse tv worden uitgezonden omdat zij alleen de Grand Prix van Frankrijk wilden uitzenden.[1]
- De Grand Prix van de Sovjet-Unie die in de straten van Moskou verreden zou worden werd afgelast door bureaucratische belemmeringen.[1][2]
- De Grand Prix van de Verenigde Staten werd afgelast na milieuprotesten en gebrek aan inzet van sponsors en televisie en vervangen door de Grand Prix van Europa.[3]
- De Grand Prix van Las Vegas werd afgelast om onduidelijke redenen over tv uitzendrechten. Daardoor stonden er geen 17 maar 15 wedstrijden op de uiteindelijke kalender.[4]

| Ronde | Grand Prix                 | Circuit                                                                     | Plaats              | Originele datum |
| ----- | -------------------------- | --------------------------------------------------------------------------- | ------------------- | --------------- |
| 1     | GP van Argentinië          | Autódromo Municipal del Parque Almirante Brown de la Ciudad de Buenos Aires | Buenos Aires        | 30 januari      |
| 10    | GP van Zwitserland         | Circuit de Dijon-Prenois                                                    | Dijon               | 9 juli          |
| 14    | GP van de Sovjet-Unie      | Stratencircuit Moskou                                                       | Moskou              | 21 augustus     |
| 17    | GP van de Verenigde Staten | Flushing Meadows Circuit                                                    | New York (New York) | 25 september    |
| 18    | GP van Las Vegas           | Caesars Palace Grand Prix Circuit                                           | Las Vegas (Nevada)  | 9 oktober       |

## Resultaten en klassement

### Grands Prix
| Ronde | Grand Prix                      | Poleposition     | Snelste ronde        | Winnende coureur     | Winnende constructeur | Banden | Verslag |
| ----- | ------------------------------- | ---------------- | -------------------- | -------------------- | --------------------- | ------ | ------- |
| 1     | GP van Brazilië                 | Keke Rosberg     | Nelson Piquet        | Nelson Piquet        | Brabham-BMW           | M      | Verslag |
| 2     | GP van de Verenigde Staten West | Patrick Tambay   | Niki Lauda           | John Marshall Watson | McLaren-Ford          | M      | Verslag |
| 3     | GP van Frankrijk                | Alain Prost      | Alain Prost          | Alain Prost          | Renault               | M      | Verslag |
| 4     | GP van San Marino               | René Arnoux      | Riccardo Patrese     | Patrick Tambay       | Ferrari               | G      | Verslag |
| 5     | GP van Monaco                   | Alain Prost      | Nelson Piquet        | Keke Rosberg         | Williams-Ford         | G      | Verslag |
| 6     | GP van België                   | Alain Prost      | Andrea de Cesaris    | Alain Prost          | Renault               | M      | Verslag |
| 7     | GP van de Verenigde Staten Oost | René Arnoux      | John Marshall Watson | Michele Alboreto     | Tyrrell-Ford          | M      | Verslag |
| 8     | GP van Canada                   | René Arnoux      | Patrick Tambay       | René Arnoux          | Ferrari               | G      | Verslag |
| 9     | GP van Groot-Brittannië         | René Arnoux      | Alain Prost          | Alain Prost          | Renault               | M      | Verslag |
| 10    | GP van Duitsland                | Patrick Tambay   | René Arnoux          | René Arnoux          | Ferrari               | G      | Verslag |
| 11    | GP van Oostenrijk               | Patrick Tambay   | Alain Prost          | Alain Prost          | Renault               | M      | Verslag |
| 12    | GP van Nederland                | Nelson Piquet    | René Arnoux          | René Arnoux          | Ferrari               | G      | Verslag |
| 13    | GP van Italië                   | Riccardo Patrese | Nelson Piquet        | Nelson Piquet        | Brabham-BMW           | M      | Verslag |
| 14    | GP van Europa                   | Elio de Angelis  | Nigel Mansell        | Nelson Piquet        | Brabham-BMW           | M      | Verslag |
| 15    | GP van Zuid-Afrika              | Patrick Tambay   | Nelson Piquet        | Riccardo Patrese     | Brabham-BMW           | M      | Verslag |

### Puntentelling
Punten worden toegekend aan de top zes geklasseerde coureurs. 
| Positie | 01e0 | 02e0 | 03e0 | 04e0 | 05e0 | 06e0 |
| Punten  | 9    | 6    | 4    | 3    | 2    | 1    |

### Klassement bij de coureurs
De elf beste resultaten van alle wedstrijden tellen mee voor de eindstand.
| Pos. | Nr. | Coureur                | BRA  | VSW  | FRA  | SMR  | MON  | BEL  | VSO  | CAN | GBR | DUI  | OOS  | NED  | ITA  | EUR  | ZAF  | Punten |
| ---- | --- | ---------------------- | ---- | ---- | ---- | ---- | ---- | ---- | ---- | --- | --- | ---- | ---- | ---- | ---- | ---- | ---- | ------ |
| 1    | 5   | Nelson Piquet          | 1S   | DNF  | 2    | DNF  | 2S   | 4    | 4    | DNF | 2   | 13   | 3    | DNFP | 1S   | 1    | 3S   | 59     |
| 2    | 15  | Alain Prost            | 7    | 11   | 1PS0 | 2    | 3P   | 1P   | 8    | 5   | 1S  | 4    | 1S   | DNF  | DNF  | 2    | DNF  | 57     |
| 3    | 28  | René Arnoux            | 10   | 3    | 7    | 3P   | DNF  | DNF  | DNFP | 1P  | 5P  | 1S   | 2    | 1S   | 2    | 9    | DNF  | 49     |
| 4    | 27  | Patrick Tambay         | 5    | DNFP | 4    | 1    | 4    | 2    | DNF  | 3S  | 3   | DNFP | DNFP | 2    | 4    | DNF  | DNFP | 40     |
| 5    | 1   | Keke Rosberg           | DSQP | DNF  | 5    | 4    | 1    | 5    | 2    | 4   | 11  | 10   | 8    | DNF  | 11   | DNF  | 5    | 27     |
| 6    | 7   | John Watson            | DNF  | 1    | DNF  | 5    | DNQ  | DNF  | 3S   | 6   | 9   | 5    | 9    | 3    | DNF  | DNF  | DSQ  | 22     |
| 7    | 16  | Eddie Cheever          | DNF  | 13   | 3    | DNF  | DNF  | 3    | DNF  | 2   | DNF | DNF  | 4    | DNF  | 3    | 10   | 6    | 22     |
| 8    | 22  | Andrea de Cesaris      | DNQ  | DNF  | 12   | DNF  | DNF  | DNFS | DNF  | DNF | 8   | 2    | DNF  | DNF  | DNF  | 4    | 2    | 15     |
| 9    | 6   | Riccardo Patrese       | DNF  | 10   | DNF  | DNFS | DNF  | DNF  | DNF  | DNF | DNF | 3    | DNF  | 9    | DNFP | 7    | 1    | 13     |
| 10   | 8   | Niki Lauda             | 3    | 2S   | DNF  | DNF  | DNQ  | DNF  | 13   | DNF | 6   | DSQ  | 6    | DNF  | DNF  | DNF  | 11   | 12     |
| 11   | 2   | Jacques Laffite        | 4    | 4    | 6    | 7    | DNF  | 6    | 5    | DNF | 12  | 6    | DNF  | DNF  | DNQ  | DNQ  | DNF  | 11     |
| 12   | 3   | Michele Alboreto       | DNF  | 9    | 8    | DNF  | DNF  | 14   | 1    | 8   | 13  | DNF  | DNF  | 6    | DNF  | DNF  | DNF  | 10     |
| 13   | 12  | Nigel Mansell          | 12   | 12   | DNF  | 12   | DNF  | DNF  | 6    | DNF | 4   | DNF  | 5    | DNF  | 8    | 3S   | NC   | 10     |
| 14   | 35  | Derek Warwick          | 8    | DNF  | DNF  | DNF  | DNF  | 7    | DNF  | DNF | DNF | DNF  | DNF  | 4    | 6    | 5    | 4    | 9      |
| 15   | 29  | Marc Surer             | 6    | 5    | 10   | 6    | DNF  | 11   | 11   | DNF | 17  | 7    | DNF  | 8    | 10   | DNF  | 8    | 4      |
| 16   | 23  | Mauro Baldi            | DNF  | DNF  | DNF  | 10   | 6    | DNF  | 12   | 10  | 7   | DNF  | DNF  | 5    | DNF  | DNF  | DNF  | 3      |
| 17   | 4   | Danny Sullivan         | 11   | 8    | DNF  | DNF  | 5    | 12   | DNF  | DSQ | 14  | 12   | DNF  | DNF  | DNF  | DNF  | 7    | 2      |
| 18   | 11  | Elio de Angelis        | DSQ  | DNF  | DNF  | DNF  | DNF  | 9    | DNF  | DNF | DNF | DNF  | DNF  | DNF  | 5    | DNFP | DNF  | 2      |
| 19   | 36  | Bruno Giacomelli       | DNF  | DNF  | 13   | DNF  | DNQ  | 8    | 9    | DNF | DNF | DNF  | DNF  | 13   | 7    | 6    | DNF  | 1      |
| 20   | 34  | Johnny Cecotto         | 13   | 6    | 11   | DNF  | DNPQ | 10   | DNF  | DNF | DNQ | 11   | DNQ  | DNQ  | 12   |      |      | 1      |
| 21   | 30  | Thierry Boutsen        |      |      |      |      |      | DNF  | 7    | 7   | 15  | 9    | 13   | 14   | DNF  | 11   | 9    | 0      |
| 22   | 25  | Jean-Pierre Jarier     | DNF  | DNF  | 9    | DNF  | DNF  | DNF  | DNF  | DNF | 10  | 8    | 7    | DNF  | 9    | DNF  | 10   | 0      |
| 23   | 30  | Chico Serra            | 9    |      | DNF  | 8    | 7    |      |      |     |     |      |      |      |      |      |      | 0      |
| 24   | 26  | Raul Boesel            | DNF  | 7    | DNF  | 9    | DNF  | 13   | 10   | DNF | DNF | DNF  | DNQ  | 10   | DNQ  | 15   | NC   | 0      |
| 25   | 40  | Stefan Johansson       |      |      |      |      |      |      |      |     | DNF | DNF  | 12   | 7    | DNF  | 14   |      | 0      |
| 26   | 9   | Manfred Winkelhock     | 15   | DNF  | DNF  | 11   | DNF  | DNF  | DNF  | 9   | DNF | DNQ  | DNF  | DNF  | DNF  | 8    | DNF  | 0      |
| 27   | 31  | Corrado Fabi           | DNF  | DNQ  | DNF  | DNF  | DNQ  | DNF  | DNF  | DNF | DNQ | DNQ  | 10   | 11   | DNF  | DNQ  | DNF  | 0      |
| 28   | 32  | Piercarlo Ghinzani     | DNQ  | DNQ  | DNQ  | DNQ  | DNQ  | DNQ  | DNF  | DNQ | DNF | DNF  | 11   | DNQ  | DNF  | DNF  | DNF  | 0      |
| 29   | 33  | Roberto Guerrero       | NC   | DNF  | DNF  | DNF  | DNPQ | DNF  | NC   | DNF | 16  | DNF  | DNF  | 12   | 13   | 12   |      | 0      |
| 30   | 17  | Kenny Acheson          |      |      |      |      |      |      |      |     | DNQ | DNQ  | DNQ  | DNQ  | DNQ  | DNQ  | 12   | 0      |
| 31   | 42  | Jonathan Palmer        |      |      |      |      |      |      |      |     |     |      |      |      |      | 13   |      | 0      |
| 32   | 17  | Eliseo Salazar         | 14   | DNF  | DNQ  | DNQ  | DNQ  | DNQ  |      |     |     |      |      |      |      |      |      | 0      |
| —    | 30  | Alan Jones             |      | DNF  |      |      |      |      |      |     |     |      |      |      |      |      |      | 0      |
| —    | 18  | Jean-Louis Schlesser   |      |      | DNQ  |      |      |      |      |     |     |      |      |      |      |      |      | 0      |
| —    | 17  | Jacques Villeneuve Sr. |      |      |      |      |      |      |      | DNQ |     |      |      |      |      |      |      | 0      |
| Pos. | Nr. | Coureur                | BRA  | VSW  | FRA  | SMR  | MON  | BEL  | VSO  | CAN | GBR | DUI  | OOS  | NED  | ITA  | EUR  | ZAF  | Punten |

| Resultaat                      |
| ------------------------------ |
| Winnaar                        |
| Tweede plaats                  |
| Derde plaats                   |
| Gefinisht (punten)             |
| Gefinisht (geen punten)        |
| Niet geklasseerd (NC)          |
| Uitgevallen (DNF)              |
| Niet gekwalificeerd (DNQ)      |
| Niet gepre-kwalificeerd (DNPQ) |
| Gediskwalificeerd (DSQ)        |
| Niet gestart (DNS)             |
| Gewond (INJ)                   |
| Uitgesloten (EX)               |
| Teruggetrokken (WD)            |
| Niet deelgenomen (blanco cel)  |
| P Pole position                |
| S Snelste ronde                |

### Klassement bij de constructeurs
Alle behaalde coureurspunten tellen mee voor het constructeurskampioenschap.
| Pos. | Constructeur      | Nr. | BRA  | VSW  | FRA  | SMR  | MON  | BEL  | VSO  | CAN | GBR | DUI  | OOS  | NED  | ITA  | EUR  | ZAF  | Punten |
| ---- | ----------------- | --- | ---- | ---- | ---- | ---- | ---- | ---- | ---- | --- | --- | ---- | ---- | ---- | ---- | ---- | ---- | ------ |
| 1    | Ferrari           | 27  | 5    | DNFP | 4    | 1    | 4    | 2    | DNF  | 3S  | 3   | DNFP | DNFP | 2    | 4    | DNF  | DNFP | 89     |
| 1    | Ferrari           | 28  | 10   | 3    | 7    | 3P   | DNF  | DNF  | DNFP | 1P  | 5P  | 1S   | 2    | 1S   | 2    | 9    | DNF  | 89     |
| 2    | Renault           | 15  | 7    | 11   | 1PS0 | 2    | 3P   | 1P   | 8    | 5   | 1S  | 4    | 1S   | DNF  | DNF  | 2    | DNF  | 79     |
| 2    | Renault           | 16  | DNF  | 13   | 3    | DNF  | DNF  | 3    | DNF  | 2   | DNF | DNF  | 4    | DNF  | 3    | 10   | 6    | 79     |
| 3    | Brabham-BMW       | 5   | 1S   | DNF  | 2    | DNF  | 2S   | 4    | 4    | DNF | 2   | 13   | 3    | DNFP | 1S   | 1    | 3S   | 72     |
| 3    | Brabham-BMW       | 6   | DNF  | 10   | DNF  | DNFS | DNF  | DNF  | DNF  | DNF | DNF | 3    | DNF  | 9    | DNFP | 7    | 1    | 72     |
| 4    | Williams-Ford     | 1   | DSQP | DNF  | 5    | 4    | 1    | 5    | 2    | 4   | 11  | 10   | 8    | DNF  | 11   | DNF  |      | 36     |
| 4    | Williams-Ford     | 2   | 4    | 4    | 6    | 7    | DNF  | 6    | 5    | DNF | 12  | 6    | DNF  | DNF  | DNQ  | DNQ  |      | 36     |
| 4    | Williams-Ford     | 42  |      |      |      |      |      |      |      |     |     |      |      |      |      | 13   |      | 36     |
| 5    | McLaren-Ford      | 7   | DNF  | 1    | DNF  | 5    | DNQ  | DNF  | 3S   | 6   | 9   | 5    | 9    | 3    |      |      |      | 34     |
| 5    | McLaren-Ford      | 8   | 3    | 2S   | DNF  | DNF  | DNQ  | DNF  | 13   | DNF | 6   | DSQ  | 6    |      |      |      |      | 34     |
| 6    | Alfa Romeo        | 22  | DNQ  | DNF  | 12   | DNF  | DNF  | DNFS | DNF  | DNF | 8   | 2    | DNF  | DNF  | DNF  | 4    | 2    | 18     |
| 6    | Alfa Romeo        | 23  | DNF  | DNF  | DNF  | 10   | 6    | DNF  | 12   | 10  | 7   | DNF  | DNF  | 5    | DNF  | DNF  | DNF  | 18     |
| 7    | Tyrrell-Ford      | 3   | DNF  | 9    | 8    | DNF  | DNF  | 14   | 1    | 8   | 13  | DNF  | DNF  | 6    | DNF  | DNF  | DNF  | 12     |
| 7    | Tyrrell-Ford      | 4   | 11   | 8    | DNF  | DNF  | 5    | 12   | DNF  | DSQ | 14  | 12   | DNF  | DNF  | DNF  | DNF  | 7    | 12     |
| 8    | Lotus-Renault     | 11  |      | DNF  | DNF  | DNF  | DNF  | 9    | DNF  | DNF | DNF | DNF  | DNF  | DNF  | 5    | DNFP | DNF  | 11     |
| 8    | Lotus-Renault     | 12  |      |      |      |      |      |      |      |     | 4   | DNF  | 5    | DNF  | 8    | 3S   | NC   | 11     |
| 9    | Toleman-Hart      | 35  | 8    | DNF  | DNF  | DNF  | DNF  | 7    | DNF  | DNF | DNF | DNF  | DNF  | 4    | 6    | 5    | 4    | 10     |
| 9    | Toleman-Hart      | 36  | DNF  | DNF  | 13   | DNF  | DNQ  | 8    | 9    | DNF | DNF | DNF  | DNF  | 13   | 7    | 6    | DNF  | 10     |
| 10   | Arrows-Ford       | 29  | 6    | 5    | 10   | 6    | DNF  | 11   | 11   | DNF | 17  | 7    | DNF  | 8    | 10   | DNF  | 8    | 4      |
| 10   | Arrows-Ford       | 30  | 9    | DNF  | DNF  | 8    | 7    | DNF  | 7    | 7   | 15  | 9    | 13   | 14   | DNF  | 11   | 9    | 4      |
| 11   | Williams-Honda    | 1   |      |      |      |      |      |      |      |     |     |      |      |      |      |      | 5    | 2      |
| 11   | Williams-Honda    | 2   |      |      |      |      |      |      |      |     |     |      |      |      |      |      | DNF  | 2      |
| 12   | Theodore-Ford     | 33  | NC   | DNF  | DNF  | DNF  | DNPQ | DNF  | NC   | DNF | 16  | DNF  | DNF  | 12   | 13   | 12   |      | 1      |
| 12   | Theodore-Ford     | 34  | 13   | 6    | 11   | DNF  | DNPQ | 10   | DNF  | DNF | DNQ | 11   | DNQ  | DNQ  | 12   |      |      | 1      |
| 13   | Lotus-Ford        | 11  | DSQ  |      |      |      |      |      |      |     |     |      |      |      |      |      |      | 1      |
| 13   | Lotus-Ford        | 12  | 12   | 12   | DNF  | 12   | DNF  | DNF  | 6    | DNF |     |      |      |      |      |      |      | 1      |
| 14   | Ligier-Ford       | 25  | DNF  | DNF  | 9    | DNF  | DNF  | DNF  | DNF  | DNF | 10  | 8    | 7    | DNF  | 9    | DNF  | 10   | 0      |
| 14   | Ligier-Ford       | 26  | DNF  | 7    | DNF  | 9    | DNF  | 13   | 10   | DNF | DNF | DNF  | DNQ  | 10   | DNQ  | 15   | NC   | 0      |
| 15   | Spirit-Honda      | 40  |      |      |      |      |      |      |      |     | DNF | DNF  | 12   | 7    | DNF  | 14   |      | 0      |
| 16   | ATS-BMW           | 9   | 15   | DNF  | DNF  | 11   | DNF  | DNF  | DNF  | 9   | DNF | DNQ  | DNF  | DNF  | DNF  | 8    | DNF  | 0      |
| 17   | Osella-Alfa Romeo | 31  |      |      |      |      |      |      |      |     | DNQ | DNQ  | 10   | 11   | DNF  | DNQ  | DNF  | 0      |
| 17   | Osella-Alfa Romeo | 32  |      |      |      | DNQ  | DNQ  | DNQ  | DNF  | DNQ | DNF | DNF  | 11   | DNQ  | DNF  | DNF  | DNF  | 0      |
| 18   | McLaren-TAG       | 7   |      |      |      |      |      |      |      |     |     |      |      |      | DNF  | DNF  | DSQ  | 0      |
| 18   | McLaren-TAG       | 8   |      |      |      |      |      |      |      |     |     |      |      | DNF  | DNF  | DNF  | 11   | 0      |
| 19   | RAM-Ford          | 17  | 14   | DNF  | DNQ  | DNQ  | DNQ  | DNQ  |      | DNQ | DNQ | DNQ  | DNQ  | DNQ  | DNQ  | DNQ  | 12   | 0      |
| 19   | RAM-Ford          | 18  |      |      | DNQ  |      |      |      |      |     |     |      |      |      |      |      |      | 0      |
| —    | Osella-Ford       | 31  | DNF  | DNQ  | DNF  | DNF  | DNQ  | DNF  | DNF  | DNF |     |      |      |      |      |      |      | 0      |
| —    | Osella-Ford       | 32  | DNQ  | DNQ  | DNQ  |      |      |      |      |     |     |      |      |      |      |      |      | 0      |
| Pos. | Constructeur      | Nr. | BRA  | VSW  | FRA  | SMR  | MON  | BEL  | VSO  | CAN | GBR | DUI  | OOS  | NED  | ITA  | EUR  | ZAF  | Punten |

| Resultaat                      |
| ------------------------------ |
| Winnaar                        |
| Tweede plaats                  |
| Derde plaats                   |
| Gefinisht (punten)             |
| Gefinisht (geen punten)        |
| Niet geklasseerd (NC)          |
| Uitgevallen (DNF)              |
| Niet gekwalificeerd (DNQ)      |
| Niet gepre-kwalificeerd (DNPQ) |
| Gediskwalificeerd (DSQ)        |
| Niet gestart (DNS)             |
| Gewond (INJ)                   |
| Uitgesloten (EX)               |
| Teruggetrokken (WD)            |
| Niet deelgenomen (blanco cel)  |
| P Pole position                |
| S Snelste ronde                |

1950 · 1951 · 1952 · 1953 · 1954 · 1955 · 1956 · 1957 · 1958 · 1959 · 1960 · 1961 · 1962 · 1963 · 1964 · 1965 · 1966 · 1967 · 1968 · 1969 · 1970 · 1971 · 1972 · 1973 · 1974 · 1975 · 1976 · 1977 · 1978 · 1979 · 1980 · 1981 · 1982 · 1983 · 1984 · 1985 · 1986 · 1987 · 1988 · 1989 · 1990 · 1991 · 1992 · 1993 · 1994 · 1995 · 1996 · 1997 · 1998 · 1999 · 2000 · 2001 · 2002 · 2003 · 2004 · 2005 · 2006 · 2007 · 2008 · 2009 · 2010 · 2011 · 2012 · 2013 · 2014 · 2015 · 2016 · 2017 · 2018 · 2019 · 2020 · 2021 · 2022 · 2023 · 2024 · 2025 · 2026 
 Lijst van Formule 1 Grand Prix-wedstrijden